# Alexander Alexandrowitsch Missurkin
Alexander Alexandrowitsch Missurkin (russisch Александр Александрович Мисуркин Aleksandr Aleksandrovič Misurkin; * 23. September 1977 in Jerschitschi, Oblast Smolensk, Russische SFSR) ist ein ehemaliger russischer Kosmonaut.

## Kosmonautentätigkeit
Von August 2009 bis Februar 2011 nahm er am Training für die ISS teil. Seit Januar 2011 trainierte er für die ISS-33/34 Mission und die Sojus TMA-M als Bordingenieur, da er bei der Mission Sojus TMA-06M in der Ersatzmannschaft eingeteilt war.

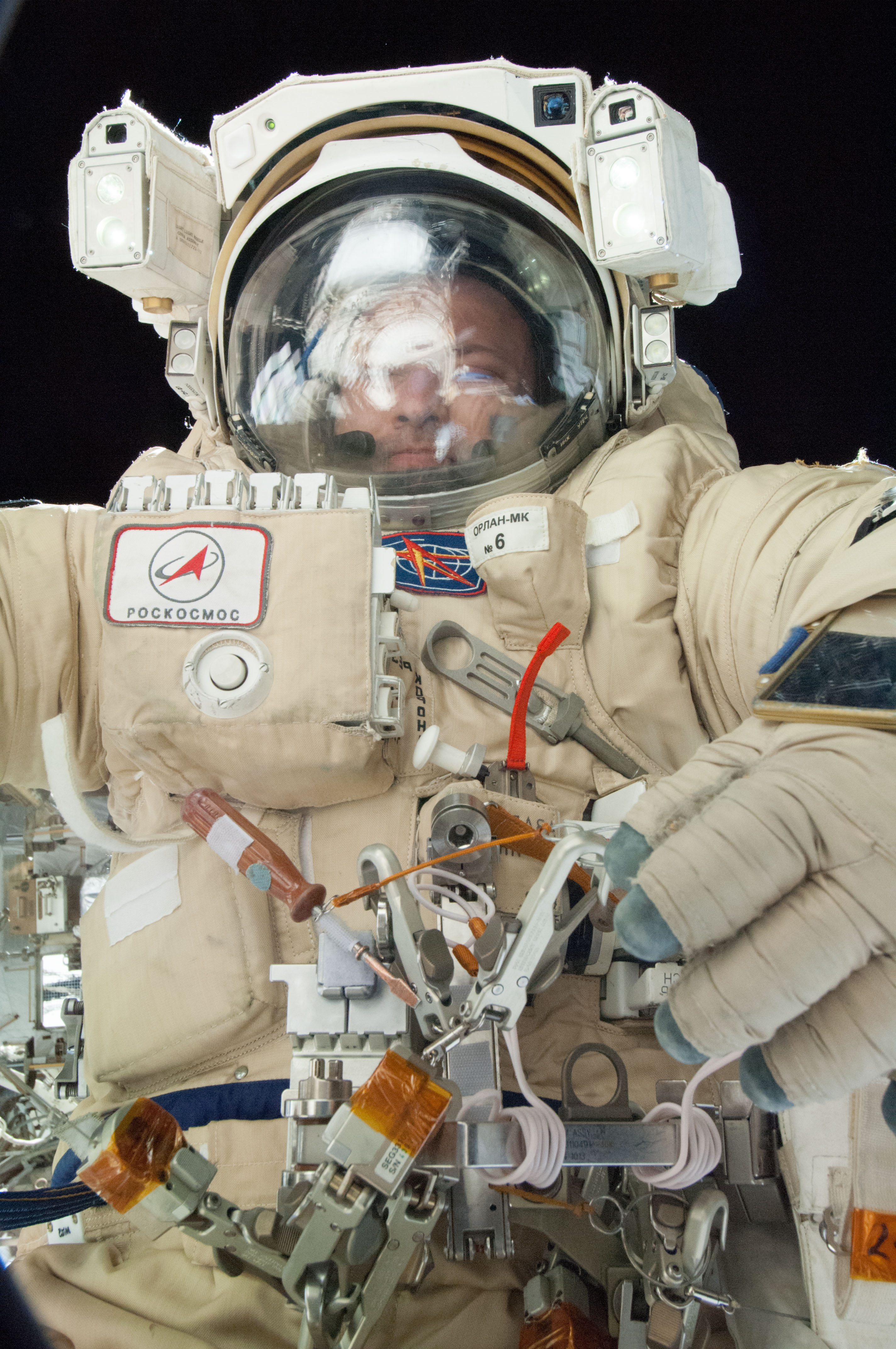
Alexander Missurkin bei einer EVA (2013)

Zu seinem ersten Langzeitflug brach Missurkin am 28. März 2013 auf. Er flog mit dem Raumschiff Sojus TMA-08M zur ISS. Er arbeitete dort als Bordingenieur der ISS-Expeditionen 35 und 36. Am 24. Juni 2013 unternahm Missurkin seinen ersten Außenbordeinsatz zusammen mit Fjodor Jurtschichin. Die beiden nahmen Wartungsarbeiten am Kühlsystem des russischen Segments der ISS vor. Außerdem installierten sie Klammern für Stromkabel für das zukünftige Modul Nauka.
Missurkin und Jurtschichin holten auch zwei wissenschaftliche Experimente in die ISS zurück und brachten ein neues am Äußeren der Station an. Die Rückkehr zur Erde erfolgte am 11. September 2013. Im August 2016 wurde er als Held der Russischen Föderation und Fliegerkosmonaut der Russischen Föderation ausgezeichnet.
Am 12. September 2017 startete Missurkin als Kommandant des Raumschiffes Sojus MS-06 zu seiner zweiten Mission. Zusammen mit Mark Vande Hei und Joseph Acaba gehörte er zunächst der ISS-Expedition 53 an. Am 14. Dezember übernahm er das Kommando der Expedition 54. Die Landung zusammen mit Vande Hei und Acaba erfolgte am 28. Februar 2018.
Sein dritter Raumflug begann am 8. Dezember 2021. Als Kommandant des Raumschiffs Sojus MS-20 brachte er die beiden japanischen Weltraumtouristen Yusaku Maezawa und Yozo Hirano zur ISS. Die Rückkehr erfolgte am 20. Dezember 2021.
Am 31. März 2022 schied er aus dem Kosmonautenkorps von Roskosmos aus.

## Leben
Alexander Missurkin ist verheiratet und hat zwei Kinder.